# Саукам Хой
Пи́тер Саукам Хой (при рождении Саукам Хой; кхмер. សូកាំ ខូយ; 2 февраля 1915 — 14 ноября 2008) — камбоджийский военный и политический деятель, антикоммунист, генерал-лейтенант. Один из ближайших соратников генерала Лон Нола, член Социально-республиканской партии. Председатель Сената Камбоджи (1972—1975). После отставки Лон Нола в апреле 1975 года — исполняющий обязанности Президента Камбоджи (Кхмерской Республики). За несколько дней до падения Пномпеня бежал из страны, умер в эмиграции.

## Биография
Саукам Хой родился 2 февраля 1915 года. В возрасте 25 лет поступил на службу в королевскую армию Камбоджи. В 1953 году получил звание подполковника, в последействии — генерал-лейтенанта. С 1972 по апрель 1975 занимал должность председателя Сената Камбоджи. 
После отставки генерала Лон Нола 1 апреля 1975 года Саукам Хой стал исполняющим обязанности президента Кхмерской Республики. Он пробыл на этом посту всего 12 дней. Он покинул Пномпень на борту вертолета CH-53 вместе с послом США Джоном Дином Гюнтером. Эвакуация посольства США происходила незадолго до взятия Пномпеня силами «красных кхмеров».
Питер Саукам Хой умер в Стоктоне (штат Калифорния, США) 14 ноября 2008 года. Ему было 93 года.